# مدرسة مراكش للأعمال
مدرسة مراكش للأعمال هي كلية خاصة مدتها خمس سنوات مقرها في مراكش المغرب. تأسست عام 1987. منذ عام 2006 بدأت الكلية في الحصول على درجة الماجستير في الأعمال بالشراكة مع سوب دي كو غرونوبل في فرنسا. المدرسة تابعة لـ مدرسة تولوز للأعمال.

## الشراكة
منذ عام 1995 بدأت المدرسة ببناء العديد من برامج الشراكة مع المؤسسات الدولية مثل:
- جامعة ديلاوير نيوارك، ديلاوير.
- جامعة سانت توماس، هيوستن تكساس.
- جامعة ولاية أوكلاهوما، أوكلاهوما سيتي.
- جامعة لويس الوطنية، شيكاغو إلينوي.
- جامعة دريكسيل، فيلادلفيا بنسلفانيا.
- كلية إلموسرست، إلينوي.
- جامعة تمبل، فيلادلفيا بنسلفانيا.
- جامعة كيبيك في مونتريال، مونتريال كيبيك كندا.
- جامعة هيوستن، هيوستن تكساس.